# الکالا دو ابرو
الکالا دو ابرو (به اسپانیایی: Alcalá de Ebro) یک شهرستان در اسپانیا است که در استان ساراگوسا واقع شده‌است.